# Oberlothringen

Oberlothringen (links mittig, hellgrün) im Heiligen Römischen Reich um 1000

Oberlothringen (lateinisch Lotharingia superior, französisch Haute-Lotharingie) war im Hochmittelalter die südliche Hälfte des Herzogtums Lothringen.
1044 war König Heinrich III. nicht bereit, Herzog Gottfried den Bärtigen mit mehr als der Südhälfte des Landes zu belehnen.
Diese Südhälfte umfasste ursprünglich die heutige französische Region Lothringen, die Saar, den Westen der späteren Pfalzgrafschaft bei Rhein um Zweibrücken und Pirmasens,  die Grafschaft Luxemburg, die Mosel von Trier bis Koblenz und die Südeifel um Prüm. Später wurden Luxemburg, die südliche Eifel und die deutsche Mosel abgetrennt und ebenfalls Niederlothringen zugeschlagen.
Im Zuge des Niedergangs der Herzogtümer und der Ausbildung von Landesherrschaften wurde der Begriff Lothringen auf den heutigen räumlichen Umfang reduziert.